# Apol·lòfanes de Selèucia
Apol·lòfanes de Selèucia (en grec antic: Ἀπολλοφάνης; en llatí: Apollophanes) fou un metge que va estar al servei personal del rei selèucida Antíoc III el Gran, segons Polibi, qui diu que va tenir una influència considerable.